# Claudia Belderbos
Claudia Belderbos, född den 23 januari 1985 i Doorn i Nederländerna, är en nederländsk roddare.
Hon tog OS-brons i åtta med styrman i samband med de olympiska roddtävlingarna 2012 i London.